# Pattinaggio di figura ai Giochi della IV Olimpiade - Pattinaggio di figura a coppie
La competizione del pattinaggio di figura a coppie dei Giochi della IV Olimpiade si è svolta il giorno 29 ottobre 1908 allo Prince's Skating Club in Knightsbridge a Londra.

## Risultati
| Pos.    | Atleta                           | Nazione     | Piazzamenti | Punti Ordinali | Punti Totali |
| ------- | -------------------------------- | ----------- | ----------- | -------------- | ------------ |
| Oro     | Anna Hübler Heinrich Burger      | Germania    | 5 volte 1°  | 5,0            | 56,0         |
| Argento | Phyllis Johnson James H. Johnson | Regno Unito | 3 volte 2°  | 11,0           | 51,5         |
| Bronzo  | Madge Syers Edgar Syers          | Regno Unito | 3 volte 3°  | 14,0           | 48,0         |